# هاون إم224
نظام مدفع الهاون خفيف الوزن من الشركة M224 مقاس 60 ملم (يعرف اختصارًا M224 LWCMS)، هو مدفع هاون ذو تجويف أملس يتم تحميله من الفوهة مع تصميم بزاوية إطلاق عالية، يُستخدم لتوفير دعم قريب للقوات البرية. استخدم على نطاق واسع خلال الحرب في أفغانستان، ولعب دورًا حاسمًا في العمليات التي قام بها جيش الولايات المتحدة.

## تاريخ
حل نظام M224 LWCMS محل مدافع الهاون M2 الأقدم (في حقبة الحرب العالمية الثانية) مقاس 60 ملم وقذائف الهاون M19 الأقل دقة، وبدأ في العمل كنموذج أولي في منتصف السبعينيات خلال حرب فيتنام. على عكس النطاق الفعال المحدود البالغ 2000 متر (2187 ياردة) لـ M2s وM19s، فإن M224 LWCMS مصمم لاستيعاب أنواع مختلفة من الذخيرة القديمة، ويستخدم في الغالب طلقات أحدث وأطول مدى قادرة على الوصول إلى مسافات تصل إلى 3489 مترًا (3816 ياردة).